# 道南バス登別温泉ターミナル

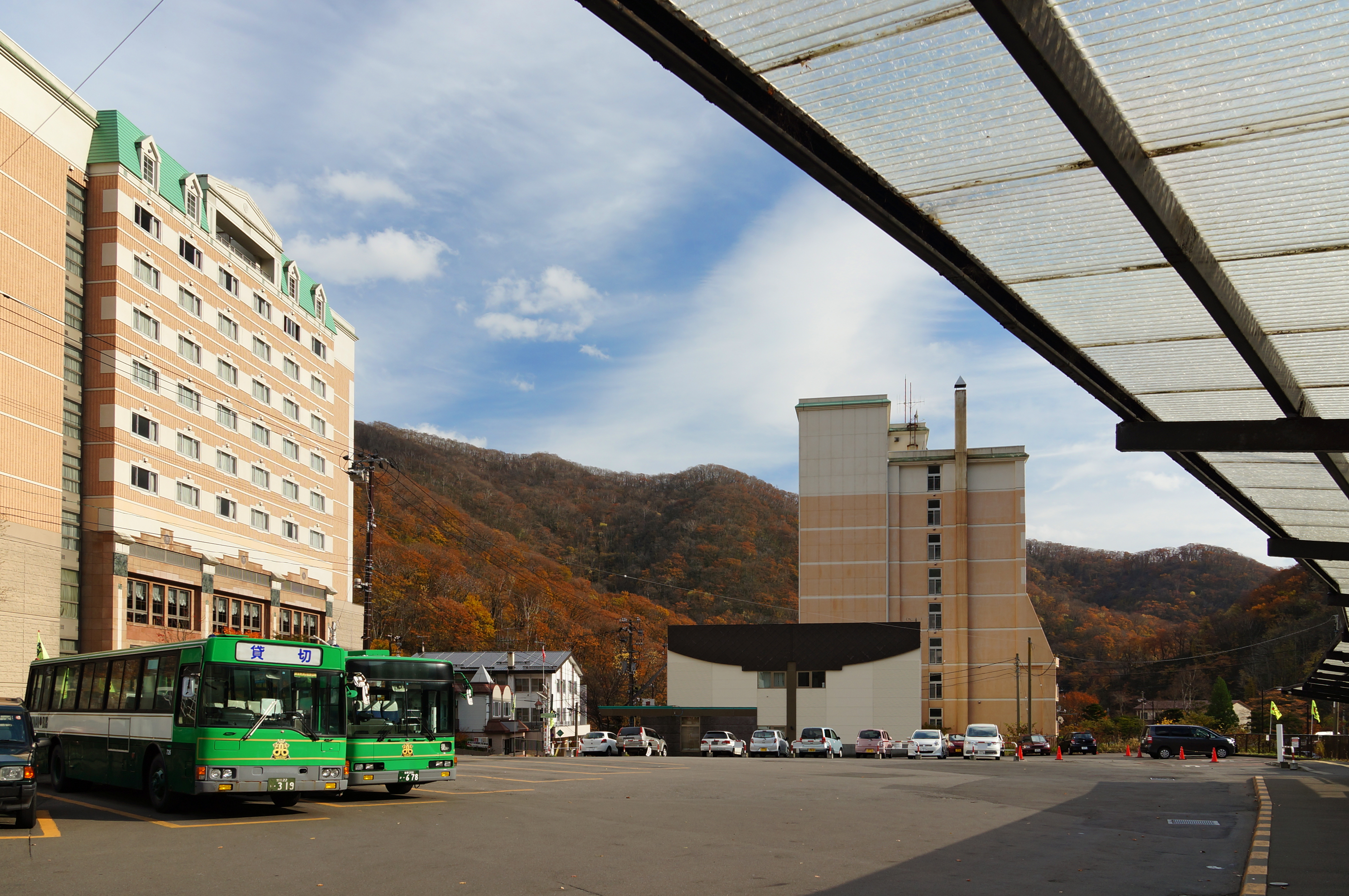
道南バス登別温泉ターミナル

道南バス登別温泉ターミナル（どうなんバスのぼりべつおんせんターミナル）は北海道登別市にある道南バスの設置するバスターミナル施設。道南バスの郊外線・都市間バスが発着する。また、本項ではかつて北海道中央バスが設置していた「北海道中央バス登別ターミナル」についても説明する。

## 所在地
- 北海道登別市登別温泉町

## 概要

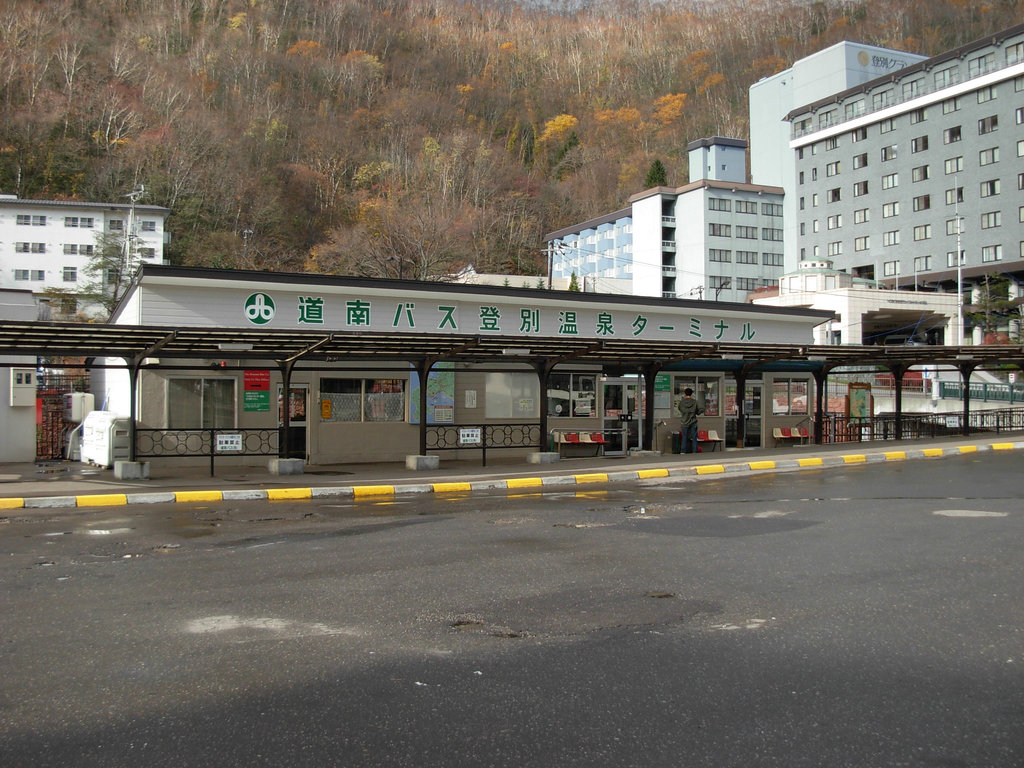
窓口・待合室

窓口と待合室が設置されており、定期乗車券やバスカードの発券、定期観光バスの予約を取り扱う。札幌や苫小牧・室蘭より路線バスが乗り入れる。

## 発着路線
2019年4月1日現在。停留所名は「登別温泉」。
- 高速おんせん号：札幌駅前方面
- 高速登別温泉エアポート号：新千歳空港方面
- 高速いぶり号：洞爺湖温泉・東町方面
- 足湯入口（旧：プリンスホテル前）方面
- 登別駅前方面
- 登別駅前 - 東町ターミナル - 室蘭フェリーターミナル方面
- 登別駅前 - 東町ターミナル - みたら・水族館方面
- 登別駅前 - 資料館方面
- 登別駅前 - 若山営業所方面
- 登別駅前 - 苫小牧駅前 - 苫小牧市立病院方面
- カルルス（ - サンライバスキー場：冬期）方面

この他に登別温泉観光協会がチャーターする温泉街従業員専用バスが発着する。

## 北海道中央バス登別ターミナル
かつての所在地は登別市登別温泉町。登別万世閣の隣、道南バス登別温泉ターミナル向いに設置されていた。発券窓口と待合室が設置されていた。
- 北海道の高速バスの先駆けとなった超特急のぼりべつ号（後に「高速のぼりべつ号」）が発着した。
- 登別温泉の再開発によりバスターミナルは取り壊され、発着便は道南バス登別温泉ターミナルに振り替えられた。
- 高速のぼりべつ号は2005年に苫小牧経由便が、2007年には直行便が相次いで廃止され、北海道中央バスの路線バスは登別温泉より撤退している。
- 中登別には寮と車庫が設置されており、現在も観光バスや「高速むろらん号」の滞泊に使用されている。